# Naoki Imaya
Naoki Imaya (jap. 今矢 直城 Imaya Naoki; ur. 18 czerwca 1980) – japoński trener piłkarski i piłkarz występujący na pozycji środkowego pomocnika. Obecnie jest pierwszym trenerem Tochigi City.
Większość piłkarskiej kariery spędził w Australii, głównie w klubie Blacktown City. Grał również w Neuchâtel Xamax, na poziomie 1. ligi szwajcarskiej. W 2010 roku rozpoczął karierę trenerską, wykorzystując doświadczenia z piłki australijskiej i japońskiej. Przez siedem lat był pierwszym trenerem Waseda United. Od 11 listopada 2021 pełni funkcję pierwszego trenera Tochigi City.